# نمایش عاطفی
نمایش عاطفی (به انگلیسی: Affect display)، نمایش کلامی و غیرکلامی از عاطفه (هیجان) است. این نمایش‌ها می‌تواند از طریق حالت چهره، ژست و زبان بدن، حجم و لحن صدا، خنده، گریه و غیره باشد. نمایشگرهای تأثیر را می‌توان تغییر داد یا جعلی کرد، بنابراین ممکن است یکی از آن‌ها به یک شکل ظاهر شود، در حالی که احساس دیگری دارد (مثلاً لبخند زدن هنگام غم). تأثیر می‌تواند آگاهانه یا غیرآگاهانه باشد و می‌تواند محتاطانه یا آشکار باشد. نمایش هیجان‌های مثبت مانند لبخند زدن، خنده و غیره را «عاطفه مثبت» می‌نامند، در حالی که به نمایش هیجان‌های منفی بیشتر، مانند گریه و حرکات تنش، «عاطفه منفی» می‌گویند.
عاطفه در روان‌شناسی و همچنین در ارتباطات مهم است، بیشتر زمانی که صحبت از ارتباطات بین‌فردی و ارتباط غیرکلامی می‌شود. هم در روان‌شناسی و هم در ارتباطات، نظریه‌های زیادی وجود دارد که عاطفه و تأثیر آن بر انسان و کیفیت زندگی را توضیح می‌دهد.